# Bursø Sogn
Bursø Sogn er et sogn i Maribo Domprovsti (Lolland-Falsters Stift).
I 1800-tallet var Bursø Sogn anneks til Holeby Sogn. Begge sogne hørte til Fuglse Herred i Maribo Amt. Holeby-Bursø sognekommune blev ved kommunalreformen i 1970 kernen i Holeby Kommune, der ved strukturreformen i 2007 indgik i Lolland Kommune.
I Bursø Sogn ligger Bursø Kirke.
I sognet findes følgende autoriserede stednavne:
- Bursø (bebyggelse, ejerlav)
- Hestehave (bebyggelse)
- Holtegård (landbrugsejendom)
- Lilleø (areal)
- Mallehøj (bebyggelse)
- Søholtvej (bebyggelse)